# 第三エロチカ
第三エロチカ（だいさん-）は、かつて存在した日本の劇団。1980年11月、明治大学演劇研究会のメンバーを中心に川村毅を主宰者として結成。出身者に深浦加奈子、有薗芳記ら。2010年解散

## 主な公演
- 『爆弾横町の人々』（1981年）
- 『ラディカル　パーティー』（1983年）
- 『ニッポン・ウォーズ』（1984年）
- 『ジェノサイド』（1984年）
- 『新宿八犬伝』（1985年）
- 『野外劇ニッポン・ウォーズ』（1986年）
- 『ラスト・フランケンシュタイン』（1986年）
- 『ボディ・ウォーズ』（1986年）
- 『フリークス』（1986年）
- 『コックサッカー・ブルース』（1988年）
- 『ジョーの物語-BOXING・PLAY-』（1989年）
- 『ボディ・ウォーズ2』（1989年）
- 『近代能楽集』（1989年）
- 『新宿八犬伝-第一巻犬の誕生-第二巻ベルリンの秋-』（1990年、岸田國士戯曲賞受賞作）
- 『マクベス』（1990年）